# Detzeln
Detzeln ist ein Stadtteil der Kreisstadt Waldshut-Tiengen im Landkreis Waldshut in Baden-Württemberg.

## Geographie

### Lage
Detzeln liegt am südöstlichen Fuß des Südschwarzwaldes im Tal der Steina auf einer Höhe von ca. 404 m. ü. NN. Die Gemarkung Detzeln erstreckt sich im Wesentlichen über die Talauen und Berganschnitte des unteren Steinatales, das sich von Nord nach Süden erstreckt.

### Ortschaftsgliederung
Zur Ortschaft Detzeln gehören die Weiler Tierberg und Rehhalden.

## Geschichte
844 wird – nach einer Abschrift 1126 aus einem Chartular des Klosters Rheinau –, der Ort erstmals genannt. Hans Matt-Willmatt hingegen: „Schon im Jahre 894 wird der Ort Detzeln urkundlich genannt, in dem wohl ein eigener Adel seinen Sitz hatte. Ein Herrensitz oder Schloß findet 1341 als ‚Burgstall an der Wuhr gelegen‘ Erwähnung.“

### Gründung einer Klosterzelle
„Marquart, Freiherren von Krenkingen, hatte im Jahr 1110 sein Gut in Detzeln und andere Besitzungen in der Umgegend zur Gründung einer männlichen Klosterniederlassung nach der Regel des hl. Augustinus gestiftet. Diese Stiftung wurde 1152 durch eine Urkunde von König Konrad III. begünstigt und bestätigt.“
Hans Matt-Willmatt ergänzt auf Seite 34 der Chronik des Kreises Waldshut: „Um das Jahr 1111 stiftete Freiherr Marquard von Krenkingen-Weißenburg [in Detzeln] eine Zelle, die er – da er verwitwet und kinderlos war – mit all seinen Besitzungen in Grießen, Münchingen, Wutöschingen, Weilen, wahrscheinlich Weilerhof bei Riedern a. W., Reite, Raßbach und Riedern a. W. bedachte. Diese Zelle übergab er unter Abt Albert den Brüdern, die nach der Regel des hl. Augustinus hier leben sollten. Der Pfarrherr von Tiengen, wohin Detzeln gehörte und auch zehntpflichtig war, überließ ihnen den nicht geringen Zehnten im Dorf. Als Schutzherr dieser klösterlichen Niederlassung wurde Konrad von Krenkingen und für die Zukunft der jeweils älteste Sohn bestimmt.“
Die anfängliche Niederlassung kann durch ihre Besitzungen 40 Jahre nach der Gründung bereits ein respektabler Bau gewesen sein, dessen politische Bedeutung auch durch die königliche Gründungsbestätigung hervorgehoben wurde.
In dieser Königsurkunde 1152, die heute im Staatsarchiv Thurgau aufbewahrt wird, ist Detzeln Tiezelenheim genannt. Für die Mönche ist die Regel des Heiligen Augustinus und auch die Einsetzung der Krenkinger als Schutzvögte bestätigt. Die Cella („Klause“) befand sich in der Nähe des heutigen Klausenhof. Der erste Abt wird 14 Jahre nach der Gründung genannt: Abt Gerlo von Detzeln. Ab 1166 wurde der Standort nicht mehr erwähnt, die Verlegung des Klosters von Detzeln nach Riedern am Wald lässt sich heute nicht mehr zweifelsfrei datieren. Im Jahr 1214 wird in einer Urkunde von Papst Innozenz III. erstmals das Kloster Riedern am Wald als neuer Standort genannt. Das Frauenkloster Berau hatte auch in Detzeln Grundzinsrechte.

### Nach der Verlegung
„Die ursprüngliche Zelle, das Gütchen Closen, der Closenhof zu Detzeln, blieb aber im Besitz des Klosters zu Riedern. Der Ort der Klostergründung wurde stets in Ehren gehalten wie auch die Closenhofkapelle, die da errichtet worden war. Die Kapelle wurde immer wieder bei den notwendigen Instandsetzungen mit neuen Reliquien versehen und vom Bischof von Konstanz geweiht. 1582 wurde die schadhafte Kapelle von den Dorfbewohnern auf eigene Kosten wieder hergerichtet. […] Die [neue] dem hl. Oswald (5. 8.) geweihte und herrlich gelegene Dorfkapelle von 1582 steht heute unter Denkmalschutz. […] 1956 baute sich die Bevölkerung in einmütiger Arbeit für die zu klein gewordene Oswaldkapelle eine neue Kapelle.“

Detzeln gehörte später zur Herrschaft Bonndorf.

### 20. Jahrhundert
„Im Weltkrieg 1914–18 verlor die Gemeinde Detzeln 8 Einwohner. Im Zweiten Weltkrieg waren 10 Gefallene und 6 Vermißte zu beklagen.“
Detzeln wurde am 1. Januar 1971 in die damalige Stadt Tiengen/Hochrhein eingegliedert. Diese fusionierte am 1. Januar 1975 mit Waldshut zur neuen Stadt Waldshut-Tiengen.

### Einwohnerentwicklung
Einwohnerzahlen von Detzeln.
| Jahr | Einwohner |
| ---- | --------- |
| 1825 | 249       |
| 1871 | 200       |
| 1900 | 163       |
| 1925 | 227       |
| 1939 | 192       |
| 1950 | 253       |
| 1961 | 248       |
| 1970 | 225       |
| 2004 | 265       |
| 2018 | 302       |
| 2023 | 339       |

## Politik

### Ortschaft
Detzeln ist eine Ortschaft im Sinne des Baden-Württembergischen Kommunalrechts. Die Ortschaft verfügt damit über eine eng begrenzte Selbstverwaltung. Organe dieser Selbstverwaltung sind der Ortschaftsrat und der Ortsvorsteher.

### Ortschaftsrat
Der Ortschaftsrat besteht aus sechs Ortschaftsräten.

### Ortsvorsteher
Seit der Eingemeindung in die Große Kreisstadt Waldshut-Tiengen trägt der Leiter der Ortschaftsverwaltung die Amtsbezeichnung Ortsvorsteher.
| Amtszeit    | Ortsvorsteher    |
| ----------- | ---------------- |
| 1971 – 1974 | Anton Schilling  |
| 1974 – 2009 | Erwin Schlegel   |
| 2009 – 2014 | Norbert Thienger |
| 2014 -      | Esther Koch      |

## Verkehrsanbindung
Die Verkehrsanbindung des Ortes erfolgt durch die Landesstraße 159, die vom Stadtteil Tiengen kommend durch den Ort, entlang der Steina bis zur Steinasäge bei Bonndorf führt. Die Kreisstraße 6556 führt über den Bergrücken im Westen durch die Ortschaften Krenkingen und Aichen ins Schlüchttal.

## Bauwerke
- kath. Kirche
- Gemeindehaus
- Ehemaliges Vogtshaus